# Остинато

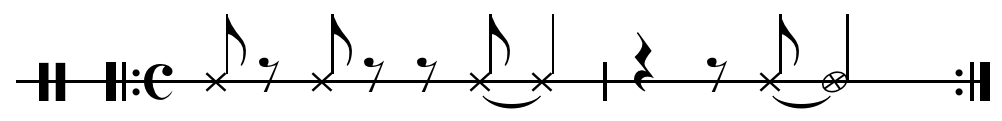
Ритмическое остинато на протяжении всего Maiden Voyage Херби Хэнкока.

Остина́то (итал. ostinato, от лат. obstinatus — упорный, упрямый) — метод и техника музыкальной композиции, многократное повторение мелодической фразы (мелодическое остинато), или ритмической фигуры (ритмическое остинато), или гармонического оборота (гармоническое остинато), а также любых типов остинато в одновременности (мелодико-гармоническое остинато, мелодико-ритмическое остинато и т. д.). Для обозначения нижнего остинатного голоса многоголосной музыки используется особый термин basso ostinato, верхнего — soprano ostinato.

## Краткая характеристика
Термин ostinato возник в XVIII веке, но остинатная техника как таковая известна как минимум с XIII века, впервые в виде модальных ритмических формул парижской школы Нотр-Дам. Сочетание разных по протяжённости мелодического и ритмического остинато, известное как изоритмия, прослеживается в мотетах XIV—XV веков (Филипп де Витри, Гильом де Машо, Джон Данстейбл, Гийом Дюфаи, анонимные авторы). Мелодическое остинато является разновидностью техники на cantus firmus в полифонии нидерландской школы и других композиторов-полифонистов XV―XVI веков, как, например, в мотете М. Грейтера «Passibus ambiguis».
В связи с бурным развитием инструментальной музыки в XVI веке, ускорившим становление мажорно-минорной тональности, в Италии и Испании появились формы-клише, основанные на разных гармонических остинато — пассамеццо, романеска, фолия, руджеро и т. п. Естественным следствием гармонических остинато (основные тоны в аккордах нарождающихся тональных функций) родились и новые шаблоны басового мелодического остинато (о нём см. отдельную статью basso ostinato). В эпоху венской классики остинато встречаются редко. В XIX веке возродились (особенно у романтиков, но не только) с новой силой. В России М. И. Глинка развивал свой вариант остинатной техники, вариации на soprano ostinato (так называемые «глинкинские вариации»).
В музыке XX века остинатный принцип композиции зачастую реализовали в виде мелодического остинато, привязанного к тональной гармонии (фортепианная пьеса «Наваждение» С. С. Прокофьева, «Basso ostinato» Р. К. Щедрина) или автономного (пассакалия А. Берга из «Воццека»). Своего рода кульминацией остинатности как принципа композиции стал сериализм западных авангардистов середины XX века (К. Гуйвартс, О. Мессиан, П. Булез и другие). Во второй половине XX века и начале XXI века все разновидности остинато широко использовали американские минималисты (Стив Райх, Филипп Гласс, отчасти Джон Адамс) и их европейские последователи.
Пьеса, написанная с использованием остинато, сочетаясь со свободным развитием в других голосах, выполняет важную формообразующую роль. Остинато легко идентифицируется слухом благодаря неоднократному возобновлению. В композиторской практике встречаются строгие и нестрогие остинато, во втором случае повторяемая гармоническая / мелодическая / ритмическая формула варьируется.
Остинато как особый вид техники музыкальной композиции следует отличать от рефрена. Подобно остинатной формуле рефрен в произведении функционирует как узнаваемая (в пределах данного произведения) «фигура» музыкальной речи. Однако в отличие от остинато, мелодия рефрена звучит не постоянно и упорно, а возобновляется время от времени.

## В неакадемической музыке
Значение остинато чрезвычайно велико в различных родах неакадемической музыки — в джазе (в английском языке для джазового остинато используется жаргонизм vamp), в рок-музыке, реже в поп-музыке. В хип-хопе (при отсутствии мелодии) остинато берёт на себя ключевую функцию ритмического каркаса композиции.